# Броколі
Бро́колі (Brassica oleracea var. italica) — однорічна овочева рослина родини капустяних, підвид цвітної капусти.
Броколі ще називають спаржевою капустою.
Зовнішньо подібна на цвітну капусту. Їстівні у неї ті самі частини, що й в інших сортів. Її стебло в перший же рік досягає висоти 60-90 см і на вершині утворює безліч сукулентних гілок (квітконосів), що закінчуються щільними групами дрібних зелених бутонів. Разом вони зібрані в невелику рихлу головку зеленого або фіолетового забарвлення, яку зрізають для використання, не чекаючи, поки бутони розвинуться в жовті квітки. Цей дієтичний легкоперетравний продукт вживається в їжу в свіжому, консервованому, квашеному і замороженому вигляді.
Батьківщина броколі — Мала Азія і Східне Середземномор'я. Хоча броколі культивувалася ще римлянами і давно належить до популярних в Італії і Франції городніх культур, за межами цих країн її «визнали» тільки на початку 20-го століття. Краще всього броколі росте в прохолодному сирому кліматі. Урожай збирають, коли головка досягне діаметра 10-17 см. Якщо її зрізати, з бічних бруньок часто розвиваються нові, тому броколі іноді «плодоносить» протягом кількох місяців, причому в умовах м'якого клімату навіть узимку.

## Хімічний склад
Містить 10-12 % сухих речовин, 2,1 — цукру, 4,2 % білка, 0,45-1,0 мг% каротину, до 25 — вітаміну Е, 100—180 мг% аскорбінової кислоти. Містяться також вітаміни групи В, вітамін РР, мінеральні солі — калію, кальцію, фосфору. В білку є холін і метіонін — речовини, які перешкоджають накопиченню в організмі холестерину.

## Різновиди броколі
В Україні районований сорт «Вітамінний».